# Astico
Il fiume Astico  (Àstego in veneto, Aste in cimbro, Astichbach in tedesco, desueto) è un corso d'acqua italiano che scorre nella omonima valle, tra il Trentino - in minima parte - e la provincia di Vicenza.

## Origine del nome
Il nome del fiume deriva - secondo un'interpretazione - da àstacus, gambero d'acqua dolce, presente in alcuni tratti della valle. Secondo lo storico vicentino Gaetano Maccà, deriverebbe invece da laste, le lastre di pietra levigata presenti in fondovalle e lambite dal fiume. Al tempo di Roma il fiume Astico era nominato Medoacus Minor e il fiume Brenta Medoacus Maior.

## Storia

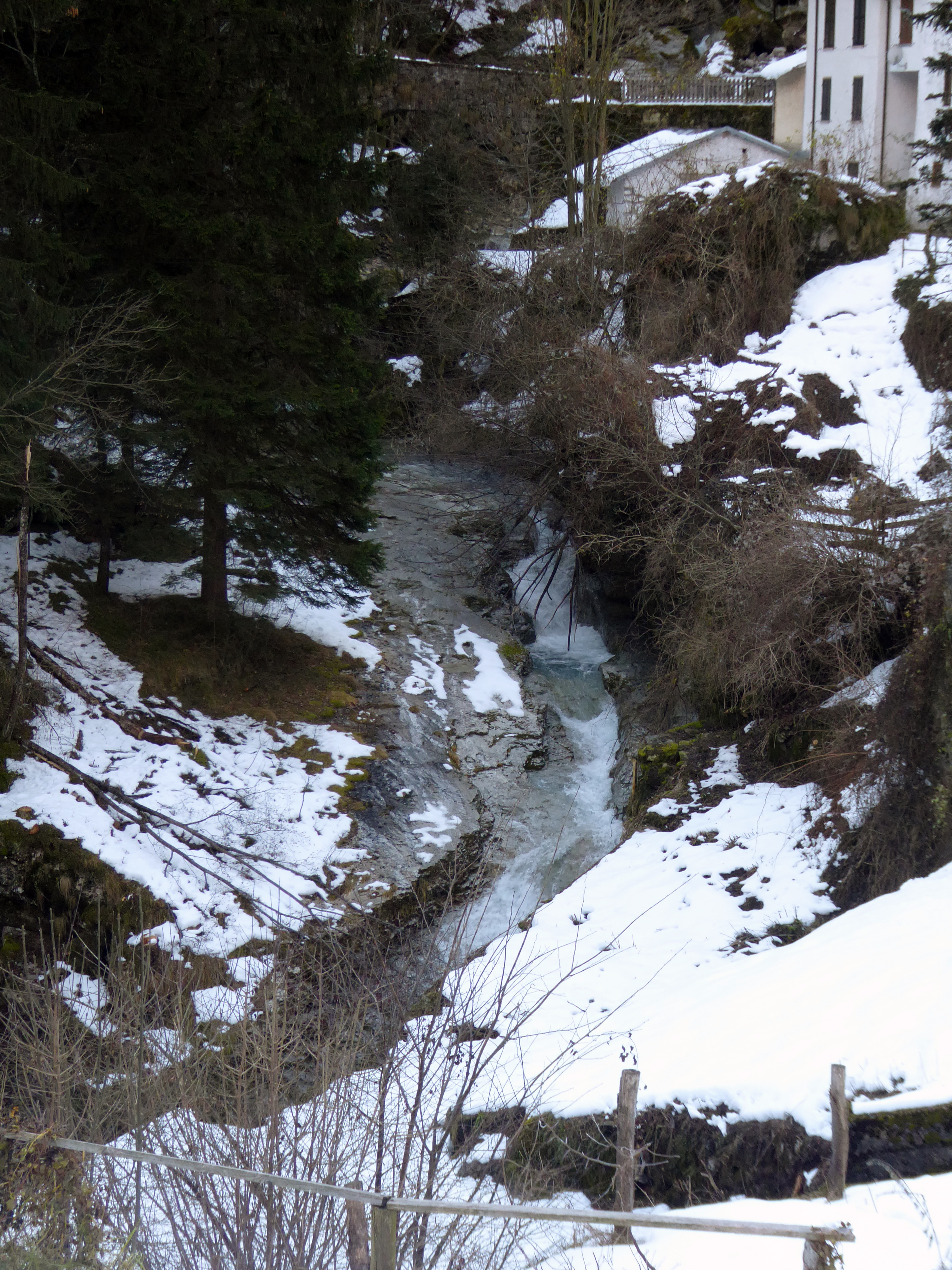
L'Astico a Buse (Folgaria)

Fin dai tempi della preistoria il fiume Astico giungeva dove oggi sorge l'abitato di Sarcedo. Qui, in epoca romana, fu costruito un imponente muro, lungo circa 800 m., che impediva al fiume di dilagare subito in pianura – devastando Vicenza con le sue piene, con il rischio di distruggere l'acquedotto romano della città e gli insediamenti sorti con la centuriazione di Thiene - e lo deviava fino alla collina di Montecchio Precalcino.
Verso il VI secolo d.C. però, probabilmente in seguito a una piena eccezionale, il fiume deviò verso sud est in direzione dell'attuale Povolaro, occupando quello che oggi è il letto del fiume Astichello e prima di allora era l'antico letto del torrente Brenta.
In questo alveo l'Astico si allargava, per una larghezza media di 700–800 m. ed una lunghezza di alcuni chilometri; questa striscia acquitrinosa era chiamata Lacus Pusterlae ed arrivava fino alla città dove trovava un dosso, formato dai detriti del fiume stesso, il Motton Pusterla che in epoca medievale sarebbe stato chiamato Castello o Santa Corona o San Pietro. Dopo alcune centinaia di metri il fiume, passato sotto l'antico ponte romano, in seguito chiamato Ponte di San Pietro, confluiva nel Retrone alle Barche.
L'assetto idrografico restò immutato fino a tutto l'XI secolo, quando probabilmente gli stessi vicentini, per ridurre il pericolo delle ricorrenti piene dell'Astico ne deviarono il corso a nord di Montecchio Precalcino e ne convogliarono il corso verso il Tesina, lasciando che a Vicenza giungessero solo una parte delle acque, cioè l'Astichello che continuò a scorrere nel vecchio alveo.

## Percorso
Nasce tra il monte Sommo Alto e il monte Plaut nel territorio comunale di Folgaria. Nel tratto iniziale del suo corso scende impetuosamente fino al centro abitato di Buse, presso il confine con Lavarone, per poi seguire, piegando decisamente verso sud est, la Val d'Astico - cui ha dato nome - che separa l'Altopiano dei Sette Comuni da quelli di Folgaria e Tonezza del Cimone nella parte alta del suo corso, e dalle colline delle Bregonze nella parte centrale.
Si dirige verso Lastebasse e Casotto, ricevendo gli affluenti Rio Torto, Val Longa, Val Roa e Torra. Prosegue quindi verso Pedescala dove riceve, dalla sinistra orografica, le acque del torrente Assa, che scorre nell'omonima valle provenendo dall'Altopiano dei Sette Comuni. Dopo essere giunto nel paese di Arsiero, scorre ai piedi del Monte Cengio fino al ponte degli Schiri, nei pressi del quale confluisce il torrente Posina, anch'esso caratterizzato da un ampio bacino imbrifero. Ricevute le acque del torrente Posina, l'Astico prosegue nel comune di Cogollo del Cengio e quindi nel comune di Piovene Rocchette, dove le sue acque sono trattenute da uno sbarramento artificiale nei pressi dell'abitato di Meda, ai piedi del Monte Summano, per proseguire verso il comune di Caltrano ed imboccare la valle tra il Monte Paù e le Colline delle Bregonze nei comuni di Chiuppano, Calvene, Lugo di Vicenza e Fara Vicentino, ricevendo gli apporti di torrenti minori, come il Narotti, il Val Campiello e il Val Chiavona.
Poco a valle di Lugo l'intera residua portata viene deviata nel canale Mordini e l'alveo rimane completamente asciutto, per gran parte dell'anno, fino a Lupia di Sandrigo, dove confluisce nel fiume Tesina, fiume di risorgiva, e assume questo nome.
Ha carattere torrentizio, con portata fortemente variabile nel corso delle stagioni e le piene, che normalmente si verificano durante le stagioni più piovose dell'anno, sono comunemente conosciute come Brentàne, in lingua Veneta e possono sopraggiungere anche in modo improvviso, aumentando la portata rapidamente la portata del fiume.
Soprattutto in passato, sono sorte lungo il suo corso numerose attività che sfruttavano la forza motrice dell'acqua.